# Sinosassafras flavinervium
Sinosassafras flavinervium là loài thực vật có hoa trong họ Nguyệt quế. Loài này được (C.K. Allen) H.W. Li miêu tả khoa học đầu tiên năm 1985.